# Kopalnia Fröå
Kopalnia Fröå, dawna kopalnia miedzi Fröå (szw. Fröå gruva) – szwedzka kopalnia miedzi położona po wschodniej stronie szczytu Åreskutan w pobliżu miejscowości Huså w regionie Jämtland.
Kopalnia rozpoczęła działalność w latach 1740-tych i w czterech okresach funkcjonowała do roku 1919.
W 1984 roku powstało stowarzyszenie, które opiekuje się terenem dawnej kopalni i udostępnia ją jako muzeum zwiedzającym.

## Źródła
- Fröå gruvor w książce Norrländsk uppslagsbok, Tom 1, 1993
- Fröå gruva z Länsstyrelsen i Jämtlands län
- Strona internetowa kopalni Fröå